# The Standells
The Standells são uma banda de rock de garagem de Los Angeles, Califórnia, EUA, formada na década de 1960, que tem sido referenciada como sendo "Os Padrinhos do Punk Rock", e são mais conhecidos pela canção de 1966 "Dirty Water", agora o hino de vários times esportivos de Boston.

## Discografia

### Singles principais
| Ano  | Título                                 | EUA Hot 100 |
| ---- | -------------------------------------- | ----------- |
| 1966 | "Dirty Water"                          | 11          |
| 1966 | "Sometimes Good Guys Don't Wear White" | 43          |
| 1966 | "Why Pick On Me"                       | 54          |
| 1967 | "Can't Help But Love You"              | 78          |

### Álbuns
- The Standells In Person At P.J.'s. 1964
- Dirty Water 1966
- Why Pick On Me Sometimes Good Guys Don't Wear White 1966
- The Hot Ones! 1967
- Try It 1967
- Riot on Sunset Strip (trilha sonora do filme homônimo) 1967
- Rarities 1984
- LIve and Out of Sight (The Standells in Person at P.J.'s com duas canções bônus) 1966, 1990
- Ban This! (gravações ao vivo em 1999) 2000
- The Live Ones (gravações ao vivo em 1967) 2001

### Singles
- Kixx 2012